# Bitwa u stóp Wogezów
Bitwa u stóp Wogezów – bitwa stoczona w 58 r. p.n.e. między armią rzymską dowodzoną przez prokonsula rzymskiego Gajusza Juliusza Cezara a armią germańską dowodzoną przez wodza germańskiego plemienia Swebów, Ariowista.

## Działania wojsk i wynik bitwy
Na wieść, że germańscy Harudowie sprowadzeni zza Renu przez Ariowista, pustoszą ziemie Eduów, Cezar wymaszerował wraz ze swoją armią przeciwko wodzowi Swebów. Sytuację pogarszał fakt, że jak donieśli Trewerowie, po drugiej (wschodniej) stronie Renu zgromadziło się ponad sto szczepów Swebów przygotowujących się do przeprawy na zachodni brzeg. Zgodnie ze zdrowym rozsądkiem należało przyspieszyć rozprawę z Ariowistem zanim połączy się on z pozostawiającymi nadal na wschodnim brzegu Renu Swebami. Na rozkaz Cezara sześć legionów wraz z galijskimi posiłkami (łącznie około 25 000 osób) wymaszerowało na wschód.
Po trzech dniach od wymarszu Cezar uzyskał informację, że Ariowist ma zamiar zająć Wesontio (dzisiejszy Besançon), największy ośrodek miejski Sekwanów, obronnie położony i świetnie zaopatrzony w żywność, mogący z powodzeniem stanowić mocne oparcie dla działań wojennych. Miasto było z trzech stron otoczone rzeką, a z lądem łączył je tylko wąski przesmyk, na którym wznosiło się strome wzgórze umocnione murem. Rzymianie maszerując pośpiesznie zdołali zająć Wesontio przed wodzem germańskim. Uzyskali w ten sposób doskonałą bazę zaopatrzeniową. Kilka dni Rzymianie strawili na uzupełnienie zapasów żywności. Po zlikwidowaniu szerzącego się wśród Rzymian defetyzmu w oznaczonej przez prokonsula porze armia wyruszyła przeciwko Germanom. W celu uniknięcia zasadzek w lasach i na bezdrożach Cezar za radą Dywicjakusa (druida z plemienia Eduów) wybrał drogę okrężną, lecz bezpieczniejszą. Maszerowano w kierunku północno-wschodnim, ku wyżynie u wschodnich podnóży gór Wogezów. Po siedmiu dniach zwiadowcy Cezara donieśli, że główne siły Germanów (Cezar podaje: 6 tys. piechoty, 16 tys. lekkozbrojnych, 6 tys. jazdy) znajdują się o około 24 mile rzymskie (ok. 35 km). Wobec faktu, że nawiązana została styczność z głównymi siłami wroga Rzymianie rozbili obóz nad dopływem Renu, Feelt. Ariowist na wiadomość, że armia rzymska znajduje się o dzień marszu od jego kwatery głównej nawiązał kontakt z Cezarem proponując spotkanie. Doszło do niego w kilka dni później, lecz nie przyniosło ono żadnego rozstrzygnięcia politycznego. Obie strony doszły do wniosku, że tylko starcie zbrojne rozwiąże konflikt.
Po dwóch dniach na żądanie Ariowista Cezar wysłał dwóch posłów, jednak zostali oni uwięzieni przez wodza Swebów pod zarzutem szpiegostwa. W tym samym dniu na rozkaz Ariowista Germanie zmienili miejsce obozowania przesuwając je do samych podnóży Wogezów, na odległość ok. 10 km od obozu Rzymian. W kolejnym dniu wódz germański przerzucił stokami gór większą część oddziałów na południe, omijając rzymski obóz i myląc patrole. Nowy obóz Germanów założony został trzy kilometry od obozujących Rzymian, na południe od ich głównego obozu. Pomimo tego, że Cezar doskonale orientował się w manewrach Ariowista nie przedsięwziął żadnych kroków przeciwnych, gdyż Germanie idąc wzgórzami porośniętymi gęstymi lasami zajmowali dogodniejszą pozycję. Atak z flanki nie był więc możliwy i inicjatywa strategiczna pozostała w rękach Ariowista, gdyż tym śmiałym manewrem zablokował on jedyną drogę zaopatrzenia dla rzymskiej armii. Stojąc wobec faktu odcięcia od dostaw Cezar postanowił o jak najszybszym stoczeniu bitwy z przeciwnikiem. W następnym dniu legiony wymaszerowały z obozu i stanęły w szyku bitewnym. Ariowist jednak nie przejawiał chęci do stoczenia bitwy, gdyż to on posiadał przewagę strategiczną – odciął Rzymian od zaplecza, oraz przewagę taktyczną – zajmował dogodniejsze pozycje. Świadom swej przewagi oraz tego, że czas pracuje dla niego nie wyprowadzał swych wojsk z obozu, lecz wysyłał tylko po kilka tysięcy jeźdźców wspieranych przez lekką piechotę celem szarpania przeciwnika bez wdawania się w generalną bitwę. Pamiętać też trzeba, że o ile w obozie rzymskim przebywali tylko i wyłącznie żołnierze, to w obozie germańskim pełno było kobiet i dzieci, i ten fakt niewątpliwie rzutował na podejmowane przez Ariowista decyzje, zmuszając go do większej odpowiedzialności za ich los. Przez pięć kolejnych dni legioniści dzień w dzień formowali szyki bitewne tylko po to, by biernie obserwować potyczki jazdy.
Zdając sobie z coraz trudniejszego położenia Cezar przystąpił swym zwyczajem do działań, które będzie śmiało realizował również w późniejszych kampaniach, czyli do oderwania się od przeciwnika i przeniesienia teatru działań wojennych na inne dogodne dla siebie pozycje. By zmusić Germanów do zmiany taktyki szóstego dnia Cezar na czele czterech legionów pośpiesznym ubezpieczonym marszem opuścił obóz i naśladując manewr Ariowista, tym razem to on obszedł stanowiska przeciwnika od strony południowej. W odległości około jednego kilometra od głównego obozu zaskoczonych tą szybkością działań Germanów Rzymianie przystąpili do budowy nowego mniejszego obozu. Jedna trzecia legionistów kopała rowy i sypała szańce, podczas gdy pozostali legioniści z bronią w ręku osłaniali pracujących i odpierali ataki wojowników. Nie zdający sobie jeszcze sprawy z narastającego zagrożenia Ariowist nie posłał całej armii do bitwy, co było jego dużym błędem taktycznym. Ułatwiło to zadanie Rzymianom, którzy po zbudowaniu silnych umocnień i pozostawieniu pod ich osłoną dwóch legionów i części galijskich oddziałów posiłkowych, pośpiesznie powrócili do starego obozu. Cezar zaryzykował więc rozdzielenie sił, by skłonić przeciwnika do aktywniejszego działania.
Następnego dnia armia rzymska ponownie sprawiła szyk bitewny, jednak i tym razem wojownicy germańscy nie wyszli w pole. Ariowist po rozejrzeniu się w sytuacji postanowił uderzyć na mniejszy obóz Rzymian i po południu Swebowie zaatakowali jego szańce, ale prawdopodobnie tylko częścią sił. Gdyby bowiem było inaczej Cezar niewątpliwie wykorzystałby okazję do wyprowadzenie wszystkich legionów w pole. Walka trwała do wieczora i przyniosła praktycznie równe straty obu stronom. Wzięci do niewoli jeńcy germańscy zeznali, że wódz nie przystępuje do bitwy, gdyż wróżby „świętych” kobiet przepowiadają zwycięstwo dopiero z nowym księżycem. Tak długo Cezar nie mógł jednak czekać i dlatego zdecydował się wymusić bitwę poprzez bezpośrednie zaatakowanie obozu wroga. Nazajutrz z obu obozów wyszło sześć legionów, które ustawiły się w potrójnym szyku. Każdy legion w trzech liniach kohort – w pierwszej cztery, w drugiej linii trzy i w trzeciej również trzy kohorty ustawione w szachownicę. Po daniu sygnału do ataku legiony pomaszerowały wprost na obóz Germanów, którzy ustawili swe wozy w półksiężyc, tak by osłaniały tyły i boki ich własnego szyku. Wojownikom dodawały otuchy kobiety i dzieci wzywające ich, zgodnie ze starym obyczajem, krzykiem i płaczem do dzielnej walki.
Nie mając wiele czasu na przygotowania Germanie ustawili się w siedem dużych oddziałów według przynależności szczepowej. Ich lewe skrzydło było wyraźnie słabsze liczebnie i dlatego Cezar po stwierdzeniu tego faktu natychmiast wzmocnił swe prawe chcąc tu przełamać szyki wroga (zastosował więc rodzaj szyku skośnego, tak ulubionego przez Aleksandra Macedońskiego, którego Cezar podziwiał). Germanie z dzikim wrzaskiem uderzyli biegiem na Rzymian, którzy wyrzucili swe „pila” i zwarli szeregi. W starciu wręcz od razu ujawniła się przewaga rzymskiej dyscypliny i taktyki nad silnymi i odważnymi wojownikami germańskimi, nie posiadającymi jednak żadnej organizacji taktycznej na polu bitwy. Prawe skrzydło armii rzymskiej zgodnie z zasadą ekonomii sił zaczęło spychać Germanów, wśród których zaczęła powoli szerzyć się panika. Na lewym skrzydle, osłabionym świadomie przez Cezara, sytuacja nie była pewna do momentu, w którym podjął interwencję legat Publiusz Licyniusz Krassus (syn triumwira Marka Licyniusza Krassusa) wprowadzając do bitwy trzecią linię kohort i przechodząc do zdecydowanego ataku na całej długości swego frontu. Po kilkugodzinnych zmaganiach lewe skrzydło Germanów zostało „zwinięte” przez napierające prawe skrzydło Rzymian, a zagrożeni okrążeniem wojownicy rzucili się w panice do ucieczki. Większość kierowała się w stronę Renu mając nadzieję, że Rzymianie nie będą ich ścigać za rzeką. Ponieważ jednak Ren był około 25 km od miejsca starcia, to wielu Germanów nie dotarło do niego, gdyż zostali zabici w trakcie zarządzonego przez Cezara pościgu. Tylko niewielka część wojowników zdołała dotrzeć do rzeki, a bardzo niewielu przeprawiło się przez nią z uwagi na brak łodzi. Tymczasem zwycięscy Rzymianie zdobyli obóz Germanów i dokonali rzezi wśród chroniących się w nim wojowników oraz kobiet i dzieci.